# Anna Elisabeth von Sachsen-Lauenburg
Anna Elisabeth von Sachsen-Lauenburg (* 23. August 1624 in Ratzeburg; † 27. Mai 1688 in Philippseck) war eine Prinzessin von Sachsen-Lauenburg und durch Heirat Landgräfin von Hessen-Homburg.

## Leben
Anna Elisabeth war eine Tochter des Herzogs August von Sachsen-Lauenburg (1577–1656) aus dessen erster Ehe mit Elisabeth Sophie (1599–1627), Tochter des Herzogs Johann Adolph von Schleswig-Holstein-Gottorf.
Sie heiratete am 2. April 1665 in Lübeck den Landgrafen Wilhelm Christoph von Hessen-Homburg (1625–1681). Für Wilhelm Christoph war es die zweite Ehe. Die Prinzessin, die der Landgraf nur vom Porträt her kannte, war zur Überraschung Wilhelm Christophs missgestaltet und nicht in der Lage, Kinder zu gebären. Als Fürst stand er zu seinem Eheversprechen, bemühte sich aber umgehend um eine Ehescheidung, die er 1672 schließlich durchsetzen konnte. Nach anderen Quellen hatte Wilhelm Christoph auf einen riesigen Brautschatz gehofft, der dann aber wesentlich bescheidener ausfiel. Nachdem dieser aufgebraucht war, bezichtigte Wilhelm Christoph seine Gemahlin der Ehe als „untüchtig“ und ließ sich scheiden.
Anna Elisabeth wurde Schloss Philippseck bei Butzbach-Münster als Wohnstätte zugewiesen. Sie bemühte sich um die Armenversorgung und gründete Schulen in Bodenrod und Maibach. Sie starb auf Schloss Philipseck am 27. Mai 1688 im Alter von 64 Jahren und liegt in der Kirche von Münster in der Krypta unter dem Chor begraben.